# Atletism la Jocurile Olimpice de vară din 2016 - 20 km marș (feminin)
Proba feminină de 20 de km marș de la Jocurile Olimpice de vară din 2016 a avut loc la data de 19 august pe o stradă de-a lungul plajei Pontal.

## Recorduri
Înaintea acestei competiții, recordurile mondiale și olimpice erau următoarele:
| Record  | Atlet                 | Timp    | Loc                  | Data           |
| ------- | --------------------- | ------- | -------------------- | -------------- |
| Mondial | Liu Hong (CHN)        | 1:24:38 | A Coruña, Spain      | 6 iunie 2015   |
| Olimpic | Elena Lașmanova (RUS) | 1:25:02 | Londra, Regatul Unit | 11 august 2012 |

## Rezultate
| Loc | Nume                       | Naționalitate              | Timp    |
| --- | -------------------------- | -------------------------- | ------- |
| 1   | Liu Hong                   | China                      | 1:28:35 |
| 2   | María Guadalupe González   | Mexic                      | 1:28:37 |
| 3   | Lü Xiuzhi                  | China                      | 1:28:42 |
| 4   | Antonella Palmisano        | Italia                     | 1:29:03 |
| 5   | Qieyang Shenjie            | China                      | 1:29:04 |
| 6   | Ana Cabecinha              | Portugalia                 | 1:29:23 |
| 7   | Érica de Sena              | Brazilia                   | 1:29:29 |
| 8   | Beatriz Pascual            | Spania                     | 1:30:24 |
| 9   | Regan Lamble               | Australia                  | 1:30:28 |
| 10  | Anežka Drahotová           | Cehia                      | 1:30:43 |
| 11  | Elisa Rigaudo              | Italia                     | 1:31:04 |
| 12  | Inês Henriques             | Portugalia                 | 1:31:28 |
| 13  | Émilie Menuet              | Franța                     | 1:32:04 |
| 14  | Kimberly García            | Peru                       | 1:32:09 |
| 15  | Antigoni Drisbioti         | Grecia                     | 1:32:32 |
| 16  | Kumiko Okada               | Japonia                    | 1:32:42 |
| 17  | Nastassia Yatsevich        | Belarus                    | 1:32:53 |
| 18  | Ángela Castro              | Bolivia                    | 1:32:54 |
| 19  | Nadiya Borovska            | Ucraina                    | 1:33:01 |
| 20  | Raquel González            | Spania                     | 1:33:03 |
| 21  | Inna Kashyna               | Ucraina                    | 1:33:15 |
| 22  | Maria Michta-Coffey        | Statele Unite ale Americii | 1:33:36 |
| 23  | María Guadalupe Sánchez    | Mexic                      | 1:33:44 |
| 24  | Paola Pérez                | Ecuador                    | 1:33:53 |
| 25  | Viktória Madarász          | Ungaria                    | 1:33:59 |
| 26  | Tanya Holliday             | Australia                  | 1:34:22 |
| 27  | Magaly Bonilla             | Ecuador                    | 1:34:54 |
| 28  | Paulina Buziak             | Polonia                    | 1:35:01 |
| 29  | Brigita Virbalytė-Dimšienė | Lituania                   | 1:35:11 |
| 30  | Mirna Ortiz                | Guatemala                  | 1:35:11 |
| 31  | Wendy Cornejo              | Bolivia                    | 1:35:17 |
| 32  | Sandra Arenas              | Columbia                   | 1:35:40 |
| 33  | Julia Takács               | Spania                     | 1:35:45 |
| 34  | Miranda Melville           | Statele Unite ale Americii | 1:35:48 |
| 35  | Alana Barber               | Noua Zeelandă              | 1:35:55 |
| 36  | Maritza Guaman             | Ecuador                    | 1:35:56 |
| 37  | Daniela Cardoso            | Portugalia                 | 1:36:13 |
| 38  | Yeseida Carrillo           | Columbia                   | 1:36:28 |
| 39  | Jeon Yeong-eun             | Coreea de Sud              | 1:36:31 |
| 40  | Rachel Tallent             | Australia                  | 1:37:08 |
| 41  | Alejandra Ortega           | Mexic                      | 1:37:33 |
| 42  | Grace Wanjiru              | Kenya                      | 1:37:49 |
| 43  | Stefany Coronado           | Bolivia                    | 1:37:56 |
| 44  | Agnieszka Szwarnóg         | Polonia                    | 1:38:01 |
| 45  | Andreea Arsine             | România                    | 1:38:16 |
| 46  | Valentyna Myronchuk        | Ucraina                    | 1:38:20 |
| 47  | Panayiota Tsinopoulou      | Grecia                     | 1:38:24 |
| 48  | Mária Czaková              | Slovacia                   | 1:38:29 |
| 49  | Cisiane Lopes              | Brazilia                   | 1:38:35 |
| 50  | Ana Veronica Rodean        | România                    | 1:38:42 |
| 51  | Jessica Hancco             | Peru                       | 1:39:08 |
| 52  | Maritza Poncio             | Guatemala                  | 1:40:09 |
| 53  | Agnese Pastare             | Letonia                    | 1:40:15 |
| 54  | Khushbir Kaur              | India                      | 1:40:33 |
| 55  | Mária Gáliková             | Slovacia                   | 1:40:35 |
| 56  | Živilė Vaiciukevičiūtė     | Lituania                   | 1:41:28 |
| 57  | Claudia Ștef               | România                    | 1:41:47 |
| 58  | Barbara Kovacs             | Ungaria                    | 1:42:11 |
| 59  | Rita Recsei                | Ungaria                    | 1:42:41 |
| 60  | Chahinez Nasri             | Tunisia                    | 1:42:57 |
| 61  | Askale Tiksa               | Etiopia                    | 1:44:15 |
| 62  | Diana Aydosova             | Kazahstan                  | 1:44:49 |
| 63  | Anel Oosthuizen            | Africa de Sud              | 1:45:06 |
| –   | Agnieszka Dygacz           | Polonia                    | DNF     |
| –   | Sapana Sapana              | India                      | DNF     |
| –   | Yesenia Miranda            | El Salvador                | DNF     |
| –   | Sandra Galvis              | Columbia                   | DNF     |
| –   | Neringa Aidietytė          | Lituania                   | DNF     |
| –   | Yehualeye Beletew          | Etiopia                    | DS      |
| –   | Eleonora Giorgi            | Italia                     | DS      |
| –   | Mayra Carolina Herrera     | Guatemala                  | DS      |
| –   | Lee Da-seul                | Coreea de Sud              | DS      |
| –   | Lee Jeong-eun              | Coreea de Sud              | DS      |
| –   | Polina Repina              | Kazahstan                  | DS      |